# Clinton (condado de Worcester, Massachusetts)
Clinton é um lugar designado pelo censo localizado no condado de Worcester no estado estadounidense de Massachusetts. No Censo de 2010 tinha uma população de 7.389 habitantes e uma densidade populacional de 1.908,3 pessoas por km².

## Geografia
Clinton encontra-se localizado nas coordenadas 42° 25′ 08″ N, 71° 41′ 11″ O. Segundo o Departamento do Censo dos Estados Unidos, Clinton tem uma superfície total de 3.87 km², da qual 3.86 km² correspondem a terra firme e (0.2%) 0.01 km² é água.

## Demografia
Segundo o censo de 2010, tinha 7.389 pessoas residindo em Clinton. A densidade populacional era de 1.908,3 hab./km². Dos 7.389 habitantes, Clinton estava composto pelo 86.74% brancos, o 3.6% eram afroamericanos, o 0.39% eram amerindios, o 1.02% eram asiáticos, o 0.01% eram insulares do Pacífico, o 6% eram de outras raças e o 2.25% pertenciam a duas ou mais raças. Do total da população o 15.02% eram hispanos ou latinos de qualquer raça.